# Acquarossa (Szwajcaria)
Acquarossa – miejscowość i gmina w południowej Szwajcarii, w kantonie Ticino, siedziba administracyjna okręgu (distretto) Blenio oraz powiatu (circolo) Acquarossa. 4 kwietnia 2004 do gminy przyłączono gminy Castro, Corzoneso, Dongio, Largario, Leontica, Lottigna, Marolta , Ponto Valentino i Prugiasco.   

## Demografia
W Acquarossie mieszka 1831 osób. W 2021 roku 12,1% populacji gminy stanowiły osoby urodzone poza Szwajcarią. 

## Transport
Przez teren gminy przebiega droga główna nr 416.